# 八维空间
在數學中， 一個n實數的序列可以被理解為n維空間中的一個位置。當n等於八時，所有這樣的位置的集合被稱為八維空間。  通常這種空間被研究為一個向量空間，而沒有任何距離的概念。八維歐幾里得空間是一個配備了一個歐幾里得距離的八維空間，它由點積定義。
更廣義的來說，該術語可以指任何體上的八維向量空間，例如八維複矢量空間，其實際有著十六個維度。 它同時也可能指八維流形例如八維球面，或其它各種幾何構造。

## 幾何學中

### 八維多胞形
在八維空間中的多胞形都被稱為八維多胞形。 最常見的是正多胞形，而這些正多胞形在八維空間中只有三個： 八維單純形， 八維超方形，八維正軸形。而更廣義的類型是八維均勻多胞形，是由反射的基本對稱群構造出的，每一個域由考斯特群定義。每一個均勻多胞形是由一個環形考斯特圖定義的。八維半超方形是一個D8家族中的一個特殊多胞形，而421，241，以及142則是屬於E8家族。
| A8             | A8             | A8             | B8             | B8             | B8             | B8             | B8             | B8             | D8               | D8               | D8               |
| -------------- | -------------- | -------------- | -------------- | -------------- | -------------- | -------------- | -------------- | -------------- | ---------------- | ---------------- | ---------------- |
| · 八維單純形 · | · 八維單純形 · | · 八維單純形 · | · 八維超方形 · | · 八維超方形 · | · 八維超方形 · | · 八維正軸形 · | · 八維正軸形 · | · 八維正軸形 · | · 八維半超方形 · | · 八維半超方形 · | · 八維半超方形 · |
| E8             |                |                |                |                |                |                |                |                |                  |                  |                  |
| · 421 ·        | · 421 ·        | · 421 ·        | · 421 ·        | · 241 ·        | · 241 ·        | · 241 ·        | · 241 ·        | · 142 ·        | · 142 ·          | · 142 ·          | · 142 ·          |

### 七維球面
七維球面，或是八維空間的超球體， 是一個從七維曲面到中心點皆等距的超球體。它的符號為S7， 而關於七維球面的方程式，設半徑為r，其超球心為
{\displaystyle S^{7}=\left\{x\in \mathbb {R} ^{8}:\|x\|=r\right\}.}
而這個七維球面在八維空間的體積是
{\displaystyle V_{8}\,={\frac {\pi ^{4}}{24}}\,R^{8}}
也就是4.05871 × r8，而一個八維超立方體中最大的內接八維超球大約等同於該八維超立方體的0.01585倍。

### 接吻數問題
接吻數問題可於八維空間中解決，原因在於421多胞形以及其帶關聯的點陣群。 在八維空間中的接吻數是240。

## 八元數
八元數是是實數的可除代數，八元數是有最高維度的可除代數（十六元數或更高的元數不是可除代數，因為他們存在零因子）。在數學中，它們可以由實數八元數來區別，所以形成一個真實的八維向量空間，有著一個附加的向量，是代數中的附加。 一個規範代數是一個有者著積的代數並對於所有代數中的x和y符合以下公式： 
{\displaystyle \|xy\|\leq \|x\|\|y\|}
其中一個範例多元體另外必須是有限維的，並有著每一個非零的向量有一個特殊倒數的屬性胡爾維茲定理禁止像四元數以及八元數這樣的代數結構在除了1，2，4和8之外的維度的存在。
由於八元數的乘法沒有結合律，所以與四元數不同，他們沒有矩陣的表示法，因為矩陣的乘法一定有結合律，也同樣因此，非零八元數的乘法運算不構成群。

## 複四元數
複雜的四元數 {\displaystyle \mathbb {C} \otimes \mathbb {H} }，或稱為「複四元數」，是一個威廉·哈密頓於1850年對於八維代數的研究。這個代數同等於（「同等」一詞在此指同構）克里福代數{\displaystyle C\ell _{2}(\mathbb {C} )} 以及泡利矩陣。 它也被提議做為在狹義相對論中進行運算的用具，而此運算用具的名稱為「物理空間代數」。（不要與有十六個維度的時空代數混淆了。）